# Municipio de Crawford (condado de Wyandot)
El municipio de Crawford (en inglés, Crawford Township) es un municipio del condado de Wyandot, Ohio, Estados Unidos. Tiene una población estimada, a mediados de 2022, de 4547 habitantes.

## Geografía
Está ubicado en las coordenadas 40°56′55″N 83°21′42″O / 40.94861, -83.36167 (40.948577, -83.361701). Según la Oficina del Censo de los Estados Unidos, tiene una superficie total de 93.6 km², de la cual 93.5 km² corresponden a tierra firme y 0.1 km² están cubiertos de agua.

## Demografía
Según el censo de 2020, en ese momento había 4610 personas residiendo en la zona. La densidad de población era de 49.3 hab./km². El 94.6 % de los habitantes eran blancos, el 0.3 % eran afroamericanos, el 0.2 % eran amerindios, el 0.9 % eran asiáticos, el 0.5 % eran de otras razas y el 3.5 % eran de una mezcla de razas. Del total de la población. el 1.9 % eran hispanos o latinos de cualquier raza.

## Gobierno
El municipio está gobernado por una junta de tres trustees (administradores), que en 2022 son Robert Boutwell, Aaron Pahl y Dennis Derr.